# Joseph Van Dam
Joseph Van Dam (Willebroek, 2 november 1901 - aldaar, 31 mei 1986) was een Belgisch wielrenner. In 1924 won Van Dam het Belgisch kampioenschap veldrijden. Hij was beroepsrenner van 1924 tot 1928. In de Ronde van Frankrijk 1926 won Van Dam de etappes in Brest, in Bordeaux en in Évian-les-Bains.
Zijn neef Leo Van Dam was eveneens profrenner tussen 1966 en 1971 , hij won onder meer de kattenkoers te Ieper in het jaar 1966.

## Resultaten in voornaamste wedstrijden
| Jaar | Ronde van Italië | Ronde van Frankrijk | Ronde van Spanje |
| ---- | ---------------- | ------------------- | ---------------- |
| 1926 |                  | 12e (3)             |                  |

(*) tussen haakjes aantal individuele etappe-overwinningen
- Bibliothèque nationale de France: cb17709361j (data)
- International Standard Name Identifier: 0000 0004 6440 1452
- Virtual International Authority File: 9083151838001820520007